# Acanthopagrus
Acanthopagrus es un género de peces de la familia de los espáridos Sparidae, del orden Perciformes. Estas especies marinas habitan en el Océano Índico y Pacífico.

## Taxonomía
Acanthopagrus fue propuesto por primera vez como un género monoespecífico en 1855 por el zoólogo alemán Wilhelm Peters, siendo su única especie y especie tipo Chrysophrys vagus, que Peters había descrito en 1852 en Sena en el río Zambeze en Mozambqiue. El género Acanthopagrus se ubica en la familia Sparidae dentro del orden Spariformes por la quinta edición de Fishes of the World. Algunas autoridades clasifican este género en la subfamilia Sparinae, pero la quinta edición de Fishes of the World no reconoce subfamilias dentro de Sparidae.

## Etimología
Acanthopagrus es un compuesto de acanto, que significa "espina" o "espina", Peters no explicó esta alusión, pero puede ser una referencia a las espinas robustas en la aleta dorsal y la segunda espina agrandada de la aleta anal de la especie tipo, con pagrus, que se deriva de phagros, un antiguo nombre griego para las doradas, utilizado ya en la vida de Aristóteles.

## Especies
Especies reconocidas del género:
- Acanthopagrus akazakii Iwatsuki, Kimura & Yoshino, 2006
- Acanthopagrus arabicus Iwatsuki, 2013[6]
- Acanthopagrus australis Günther, 1859
- Acanthopagrus berda Forsskål, 1775
- Acanthopagrus bifasciatus Forsskål, 1775
- Acanthopagrus butcheri Munro, 1949
- Acanthopagrus catenula Lacépède, 1801
- Acanthopagrus chinshira Kume & Yoshino, 2008
- Acanthopagrus datnia Hamilton, 1822 (Bengal Yellowfin Seabream)
- Acanthopagrus estuarius (Gilchrist & W. W. Thompson 1908)
- Acanthopagrus latus Houttuyn, 1782
- Acanthopagrus longispinnis Valenciennes, 1830
- Acanthopagrus morrisoni Iwatsuki, 2013[6]
- Acanthopagrus omanensis Iwatsuki & Heemstra, 2010
- Acanthopagrus pacificus Iwatsuki, Kume & Yoshino, 2010
- Acanthopagrus palmaris Whiltey, 1935
- Acanthopagrus randalli Iwatsuki & K. E. Carpenter, 2009
- Acanthopagrus schlegelii Bleeker, 1854
  - A. s. czerskii L. S. Berg, 1914
  - A. s. schlegelii Bleeker, 1854
- Acanthopagrus sheim Iwatsuki, 2013[6]
- Acanthopagrus sivicolus Akazaki, 1962
- Acanthopagrus taiwanensis Iwatsuki & K. E. Carpenter, 2006
- Acanthopagrus vagus W. K. H. Peters, 1852

## Características
Las doradas Acanthopagrus se caracterizan por poseer varios pares de grandes caninos en forma de pinza en la parte delantera de la mandíbula, una hilera exterior de caninos más cortos a cada lado de las mandíbulas y unas hileras interiores de dientes redondeados en forma de molares en la parte trasera de las mandíbulas. Los dientes molares se hacen ligeramente más grandes hacia la parte posterior de cada mandíbula. La aleta dorsal está sostenida por entre 12 y 15 radios segmentados, rara vez 10 u 11, y la aleta anal está sostenida por entre 8 y 10 radios segmentados. La segunda espina de la aleta anal es muy robusta y notablemente más larga que la tercera. La mayoría de las escamas son ctenoides, pero no hay escamas en el espacio entre los ojos. Tienen cuerpos comprimidos moderadamente profundos y ojos moderadamente grandes. Su color general es plateado, con el dorso más oscuro y el vientre más pálido. La especie más grande del género es la dorada (A. berda), con una longitud total máxima publicada de 90 cm (35 pulgadas), mientras que la más pequeña es A. akazakii.

## Distribución
La dorada Acanthopagrus se encuentra en los océanos Índico y Pacífico occidental desde la costa oriental de África y el Mar Rojo hasta Nueva Caledonia al este, Australia al sur y Japón al norte.

### Lectura recomendada
- Alan Davidson, 1972. Mediterranean Seafood. Penguin. ISBN 0-14-046174-4, pp. 86-108.
- Samuel, M. i C.P. Mathews, 1987. Growth and mortality of four Acanthopagrus species. Kuwait Bull. Mar. Sci. 9:159-171.